# IEEE 802.14
IEEE 802.14（アイトリプルイーハチマルニテンジュウヨン）は、CATVインターネットで使用されているケーブル・モデムの物理層と媒体アクセス制御（MAC）の仕様標準化の為、IEEE 802委員会に設置されたワーキング・グループ。
設立は、1995年で、標準化案は、1997年に完成した。変調方式は、上り方向がQPSK(4値位相偏位変調)と16QAM(16値直交振幅変調)、下り方向が64/256QAMを、媒体アクセス制御（MAC）はATM（非同期転送モード）を使用する。これらは、DOCSISと同仕様である。